# 2423 Ibarruri
2423 Ibarruri este un asteroid descoperit pe 14 iulie 1972 de Liudmila Juravliova.